# Messier 108
Messier 108 (auch als NGC 3556 bezeichnet) ist eine Spiralgalaxie vom Hubble-Typ Sc mit den Abmessungen 8,6′ × 2,4′ und der scheinbaren Helligkeit von 9,9 mag im Sternbild Großer Bär. 
Die Galaxie ist nach bisherigen Messungen etwa 34 Mio. Lichtjahre von der Milchstraße entfernt und hat somit einen Durchmesser in der Größenordnung von 100.000 Lichtjahren. 
Mit dem Röntgenteleskop Chandra fanden sich in der Galaxie viele Starburst-Regionen, in denen auf engem Raum eine große Anzahl von Sternen gleichzeitig entstehen. Sie sind umgeben von heißen Gasblasen, die von den extrem starken Sternwinden massereicher Wolf-Rayet-Sterne und von Supernova-Explosionen erhitzt und aus der galaktischen Scheibe herausgetrieben werden. Die Gasblasen leuchten diffus im Röntgenlicht.
Am 6. Februar 1969 wurde in dieser Galaxie eine Supernova entdeckt, welche eine Helligkeit von 16 mag erreichte.
M108 wurde am 19. Februar 1781 vom französischen Astronomen Pierre Méchain entdeckt und 1953 von Owen Gingerich dem Messier-Katalog hinzugefügt.